# Paracaloptenus caloptenoides
Paracaloptenus caloptenoides är en insektsart som först beskrevs av Brunner von Wattenwyl 1861.  Paracaloptenus caloptenoides ingår i släktet Paracaloptenus och familjen gräshoppor.

## Underarter
Arten delas in i följande underarter:
- P. c. caloptenoides
- P. c. brunneri
- P. c. moreanus